# Província de Nor Chichas

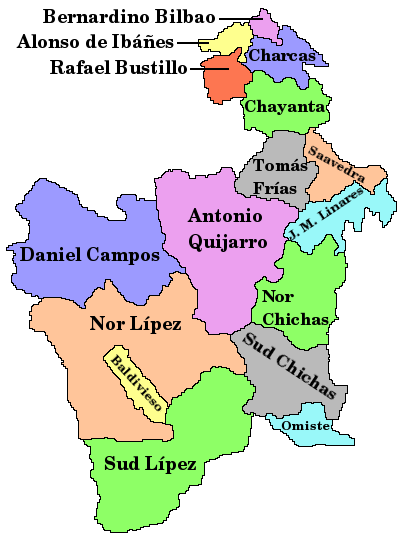
Les províncies del Departament de Potosí

La província de Nor Chichas és una de les 16 províncies del Departament de Potosí, a Bolívia. La seva capital és Cotagaita.